# Жигер (футбольний клуб)
«Жигер» (каз. Жігер Шымкент Футбол Клубы) — колишній професіональний радянський та казахстанський футбольний клуб з Шимкента, заснований у 1949 році. Розформований у 2000 році після об'єднання з іншим шимкентським клубом «Томіріс», в результаті чого було створено «Достик».

## Хронологія назв
- 1949—1954: «Динамо» (Шимкент)
- 1960: «Енбек» (Шимкент)
- 1961—1980: «Металург» (Шимкент)
- 1981—1992: «Меліоратор» (Шимкент)
- 1992—2000: «Жигер» (Шимкент)

## Історія
Клуб було засновано в 1949 році під назвою «Динамо» (Шимкент). Після свого заснування виступав у регіональних футбольних змаганнях. У 1954 році команду розформували. У 1960 році вже під назвою «Енбек» (Шимкент) дебютував у групі 2 Класу «Б» чемпіонату СРСР. Наступного року змінив назву на «Металург» (Шимкент). У 1963 році в зв'язку з реорганізацією футбольних ліг СРСР вилетів у Другу лігу, в якій виступав до 1991 року (з перервою в 1968—1969 роках, коли виступав у Другій групі, а також у 1973 та 1975 році, коли не виступав у професіональних змаганнях). У 1981 році змінив назву на «Меліоратор» (Шимкент).
У червні 1992 року змінив назву на «Жигер» (Шимкент) і дебютував у першому розіграші Вищої ліги чемпіонату Казахстану. Був середняком казахського футболу, у 1994 році ставав бронзовим призером національного чемпіонату, ще двічі фінішував 4-м (1993, 1995). У 2000 році відбулося об'єднання з іншим клубом міста, «Томірісом», в результаті чого створено новий клуб — «Достик» (Шимкент).
Найбільшу перемогу у власній історії «Жигер» здобув в 1995 році в Актау, проти місцевого «Каспію» (12:1). Найбільших поразок «Жигер» зазнавав у 1996 році в Павлодарі проти місцевого «Іртиша», а також у 1990 році в Кокшетау проти «Кизилжару» (в обох випадках — 0:6).

## Досягнення
- Вища ліга
  -  Бронзовий призер (1): 1994

- Чемпіонат Казахської РСР
  -  Чемпіон (8): 1951, 1952, 1953, 1975, 1980, 1985, 1986, 1987

- Кубок Казахської РСР
  -  Володар (5): 1949, 1955, 1984, 1985, 1987

- Клас «Б» СРСР, група 2
  - 5-е місце (1): 1962

- Кубок СРСР
  - 1/32 фіналу (3): 1989, 1990, 1991